# Cirripectes jenningsi
Cirripectes jenningsi és una espècie de peix de la família dels blènnids i de l'ordre dels perciformes.

## Morfologia
- Els mascles poden assolir 7,6 cm de longitud total.[1][2]

## Reproducció
És ovípar.

## Hàbitat
És un peix marí de clima tropical que viu entre 0-10 m de fondària.

## Distribució geogràfica
Es troba des de les Illes Gilbert fins a les Tuamotu.